# ماگول
latitudeماگولlongitudeماگول
ماگول (به انگلیسی: Maghull) یک شهرک در بریتانیا است که در انگلستان واقع شده‌است.

## نگارخانه

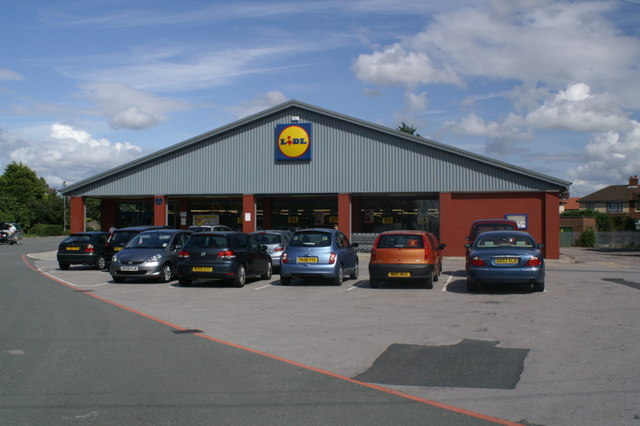
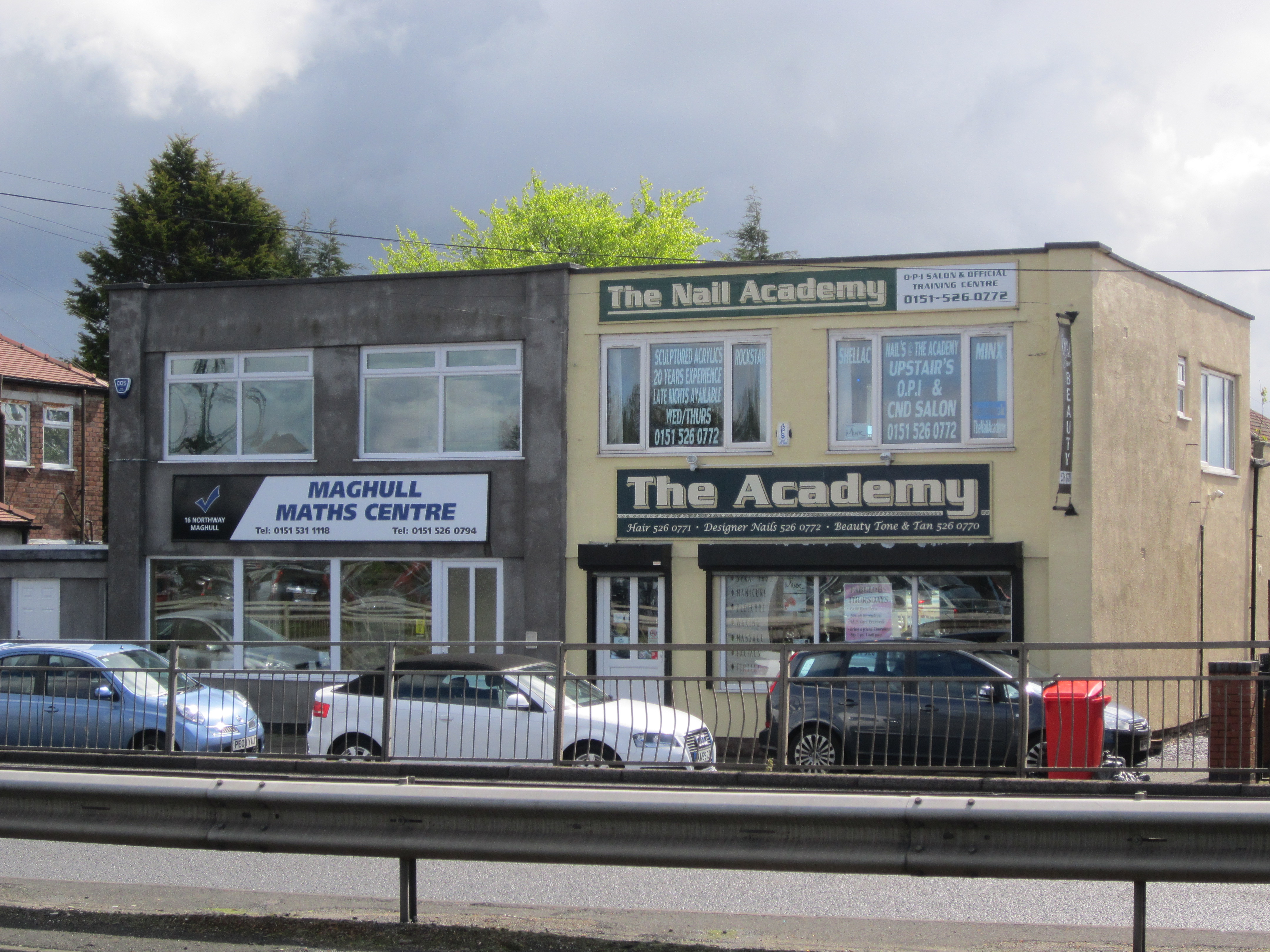
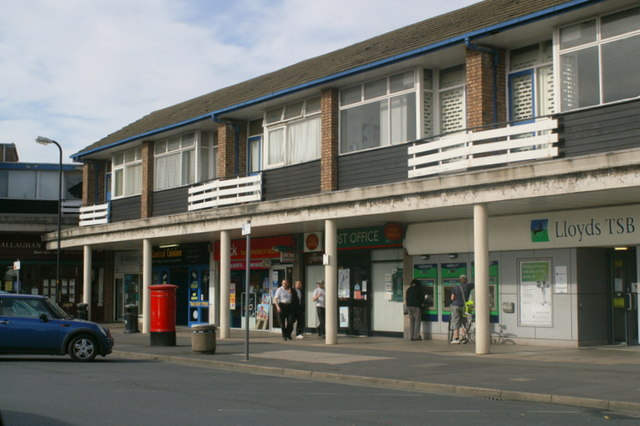
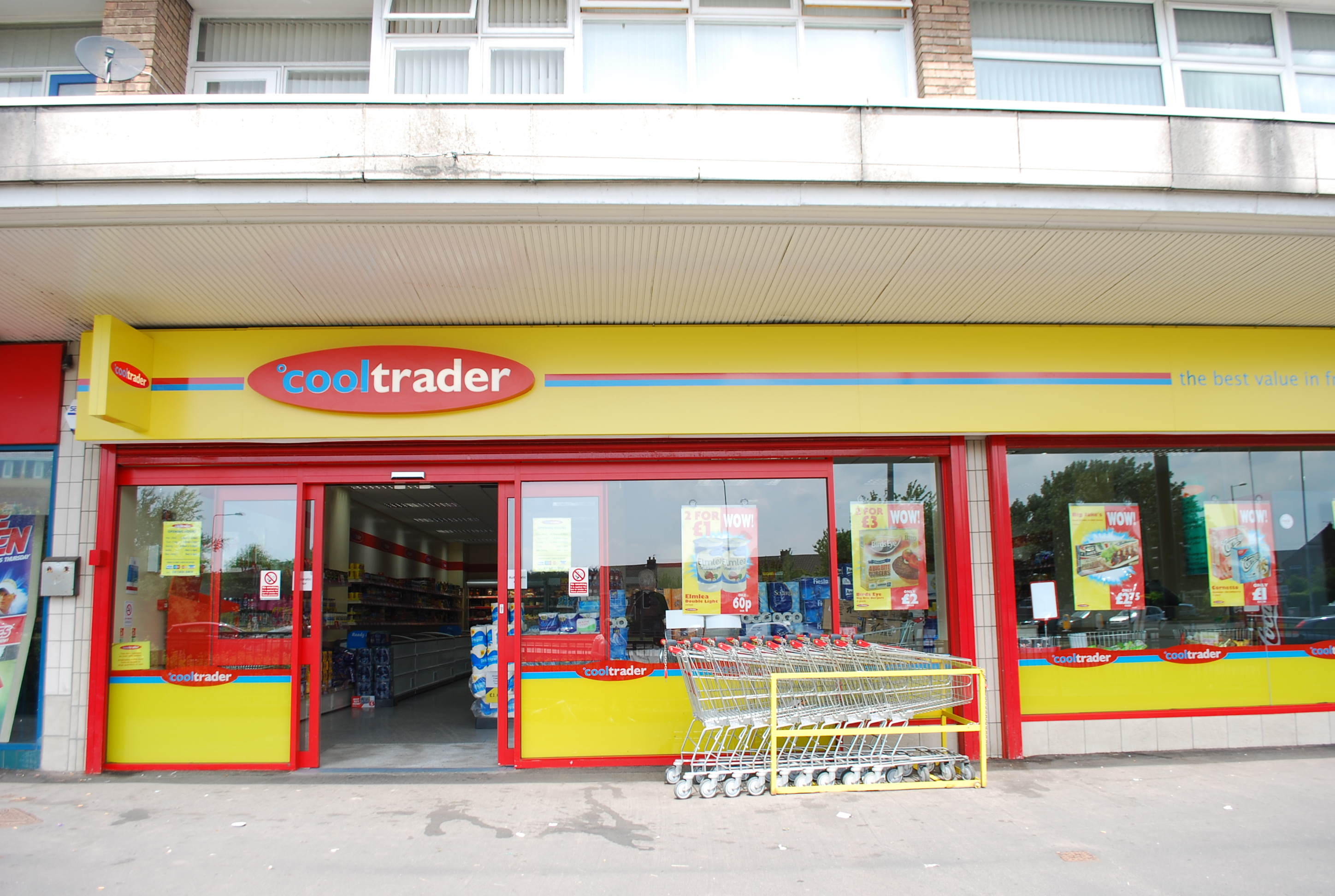
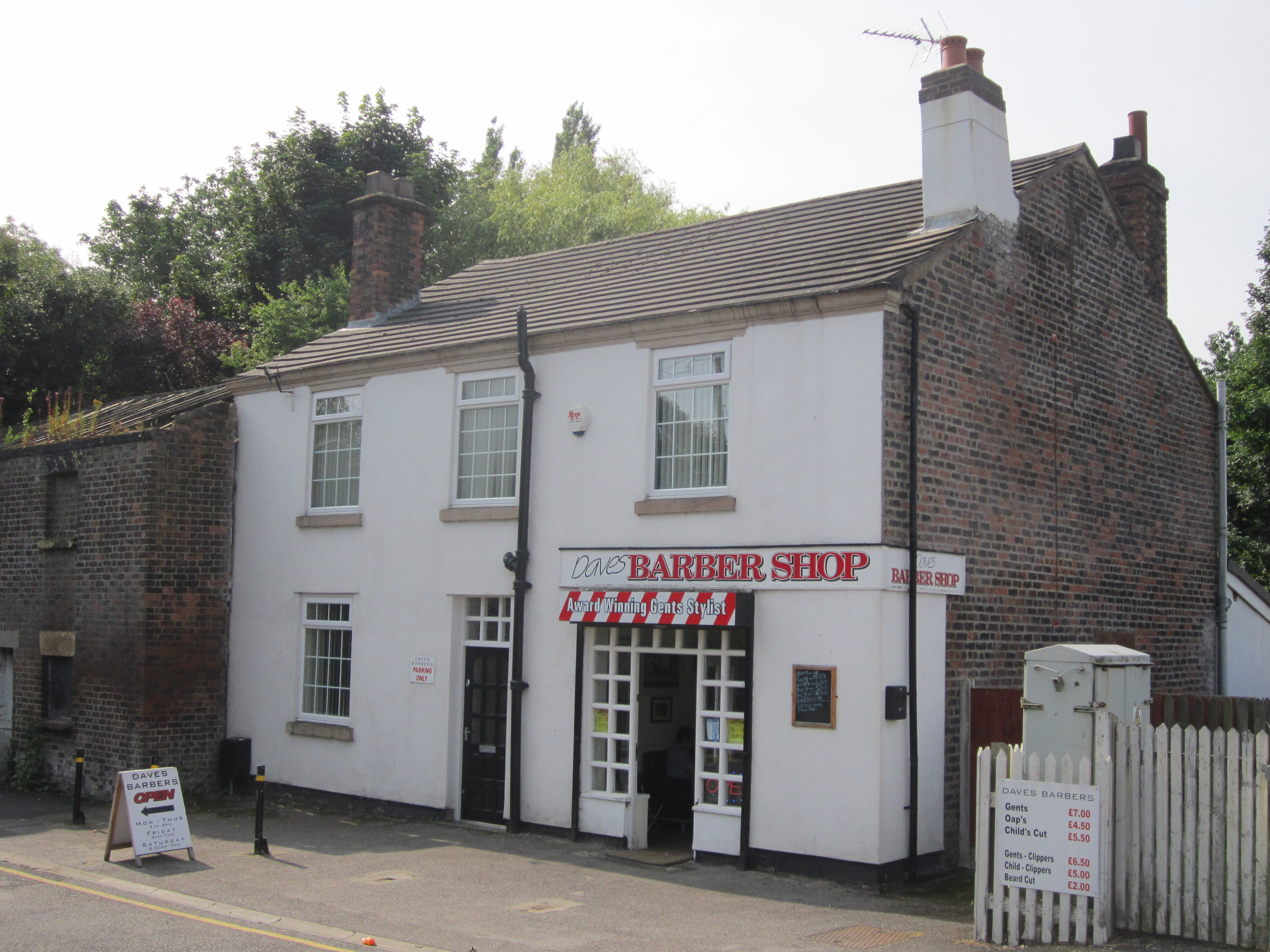
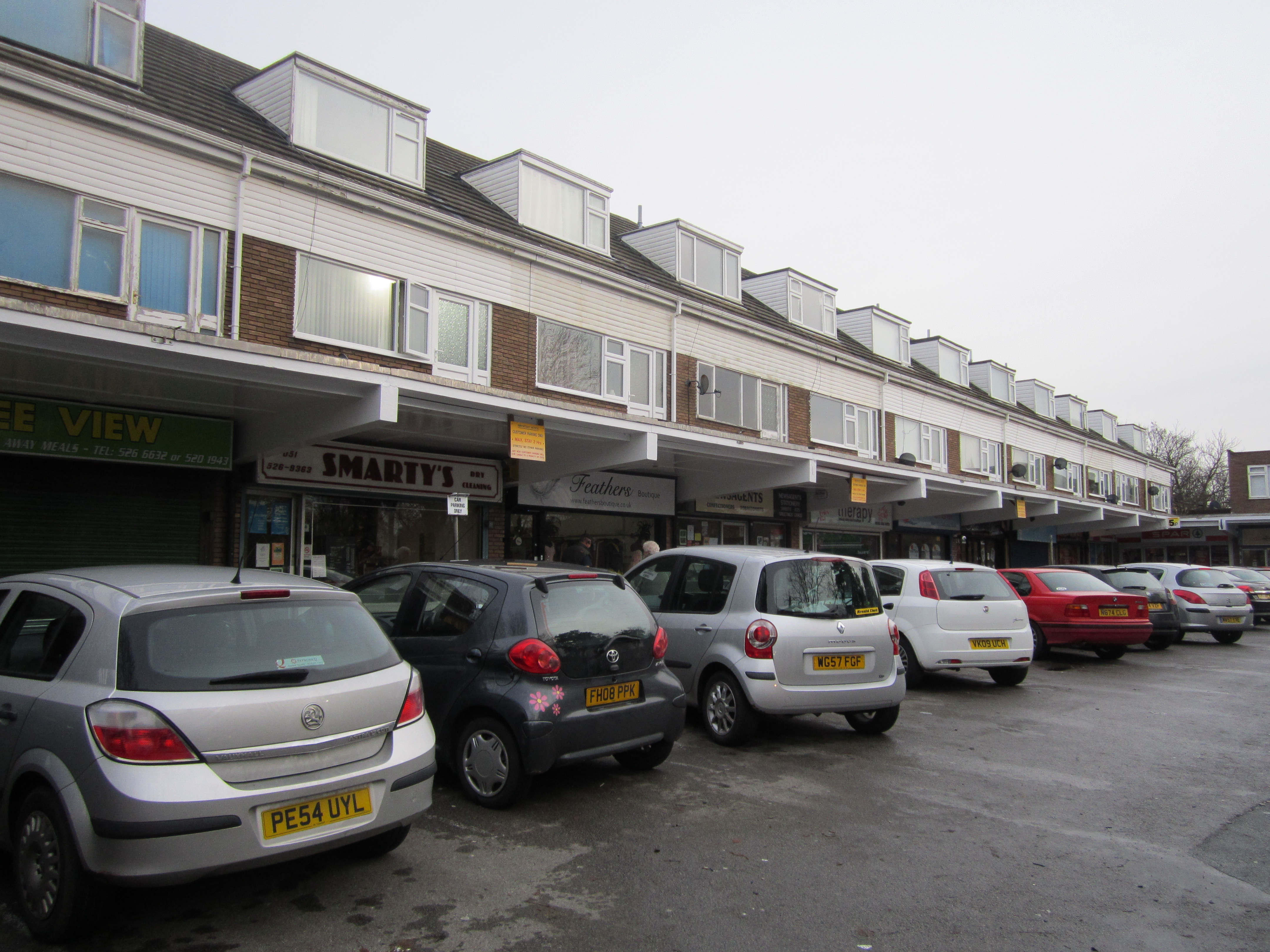
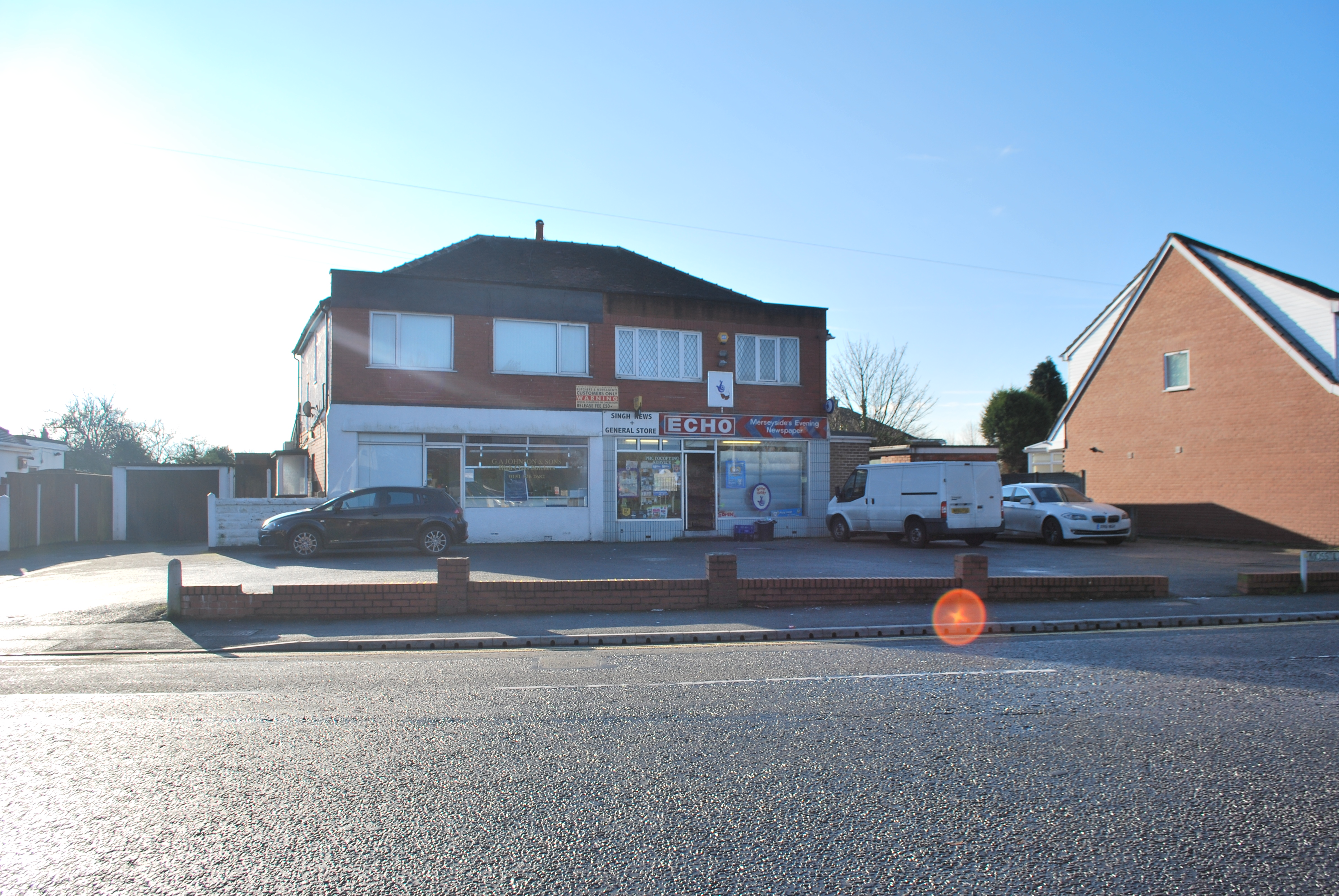

## خصوصیات
ماگول ۲۲٬۲۲۵ نفر جمعیت دارد.